# Blokada alkoholowa

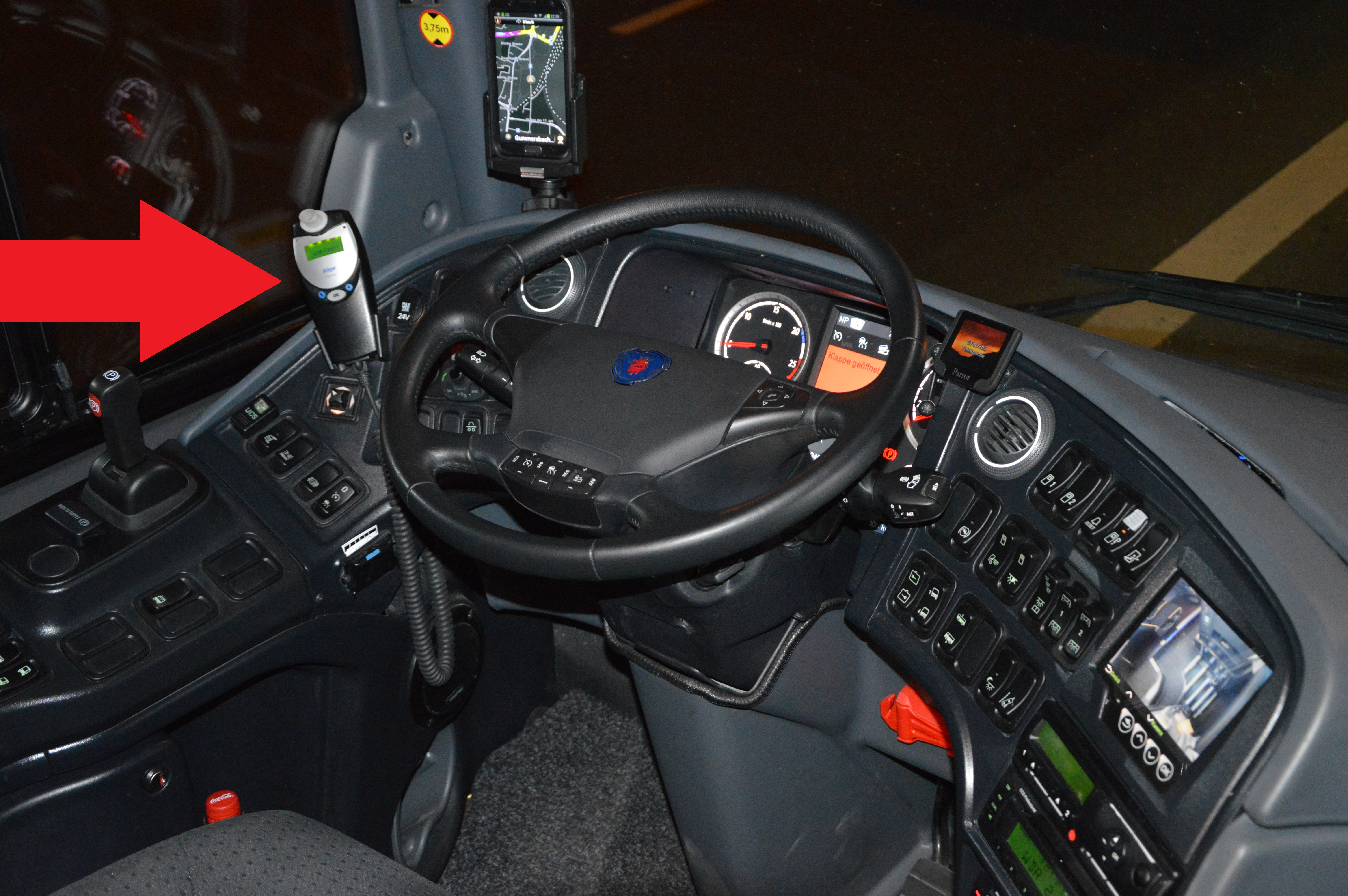
Blokada alkoholowa (wskazana strzałką) w autobusie

Blokada alkoholowa – urządzenie techniczne uniemożliwiające uruchomienie silnika pojazdu silnikowego i pojazdu szynowego, w przypadku gdy zawartość alkoholu w wydychanym przez kierującego powietrzu wynosi co najmniej 0,1 mg alkoholu w 1 dm³.